# Bòbila
|  | Per a altres significats, vegeu «Bòbila (desambiguació)». |

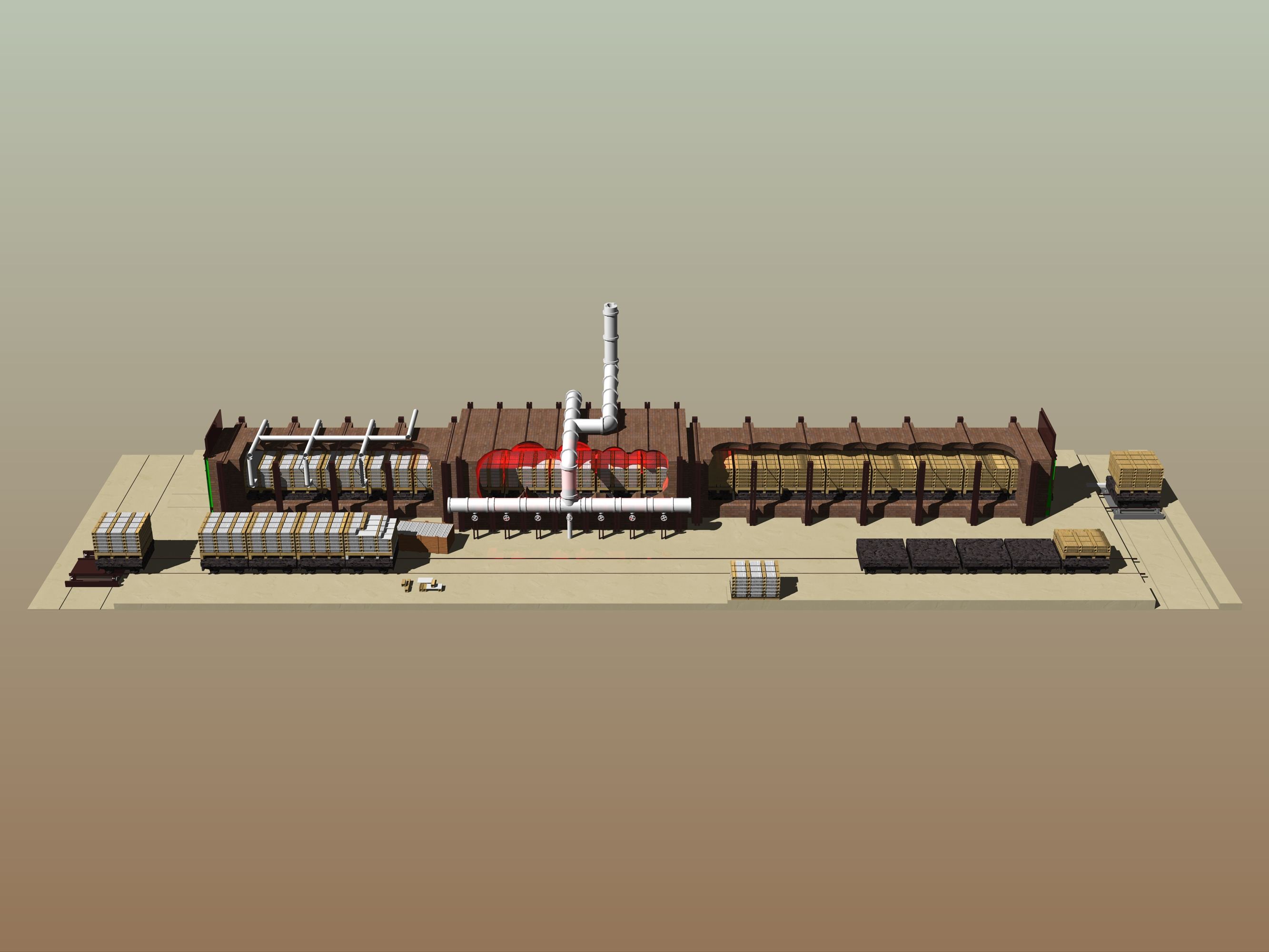
Esquema de forn túnel

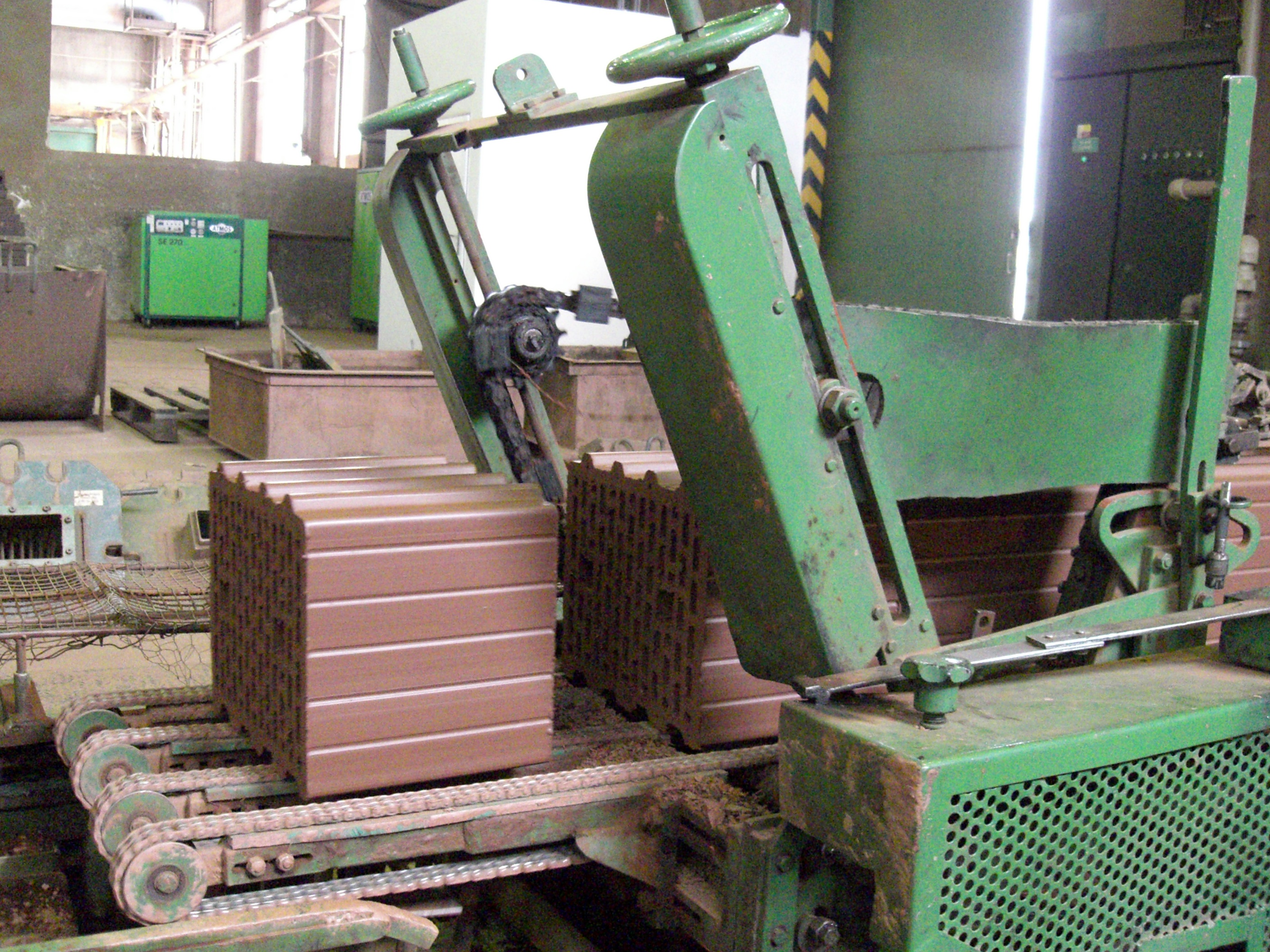
Màquina per tallar argila extrudida

Una bòbila, bòvila o mòbila en algunes comarques, és un forn destinat a la fàbrica de peces de terrissa per a la construcció: totxos, maons o teules, una activitat industrial molt antiga.
Aquests termes, referents principalment a un tipus de forn, s'empren també per metonímia per a designar les teuleries, tallers o manufactures on es fabriquen les dites peces de terrissa.
La majoria de les bòbiles es troben a prop de les mines d'argila, que pot ser de caràcter al·luvial o mineral. L'argila se sol explotar a cel obert. Antigament, l'argila es premsava manualment en motlles i només es feien productes massissos. El funcionament de les bòbiles modernes parteix dels següents tres punts: preparació de la terra, extrusió (productes balmats) o formació (productes massissos) i cocció.
A la primera fase, el fabricant rep les argiles i les mescla segons les seues pròpies fórmules; és una tasca clarament personalitzada en funció de l'origen i la composició de les terres i dels processos que després les materialitzaran. A la segona fase, les argiles reben un grau d'humitat adient i un procés de mesclat que les prepararà per passar a través de les màquines que amb una tecnologia d'extrusió els donarà la forma desitjada (totxo, maó, teula…) A la tercera i darrera fase, les peces passen per un forn on s'endureixen i queden llestes per a llur utilització.
El procediment artesanal era linear: formar, eixugar, escalfar el forn, deixar refredar, treure els maons. Des de mitjan segle xix es va desenvolupar el forn circular amb foc mòbil que permet un procés continu i un estalvi d'energia fins a 60%. Aquesta tecnologia va servir més d'un segle, fins que es va desenvolupar el forn túnel al qual una mena de carros on carrils anomenats «catxamades» entren d'un costat i surten de l'altre.

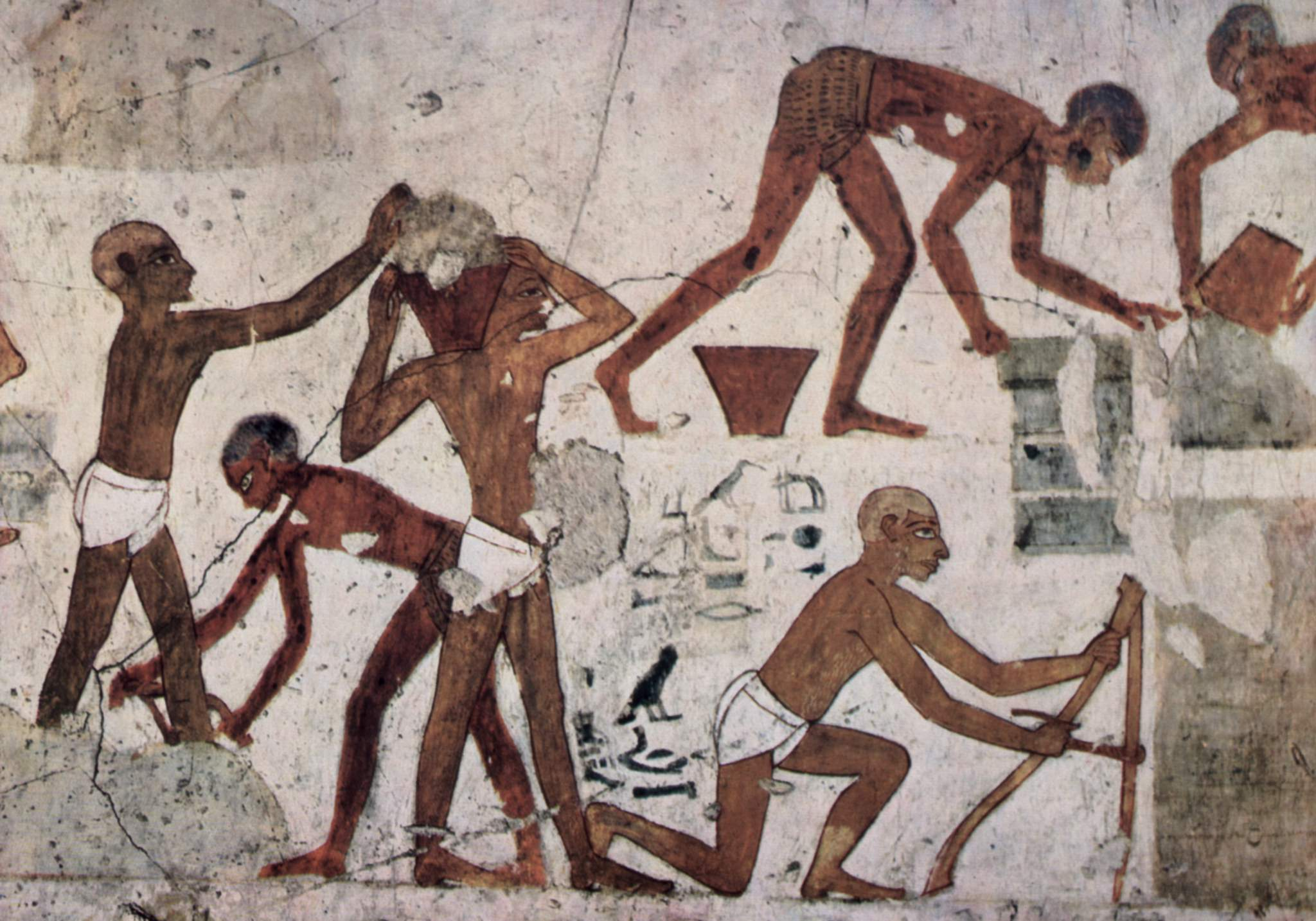
Fabricació de maons a l'antic Egipte (± 1500 aC)
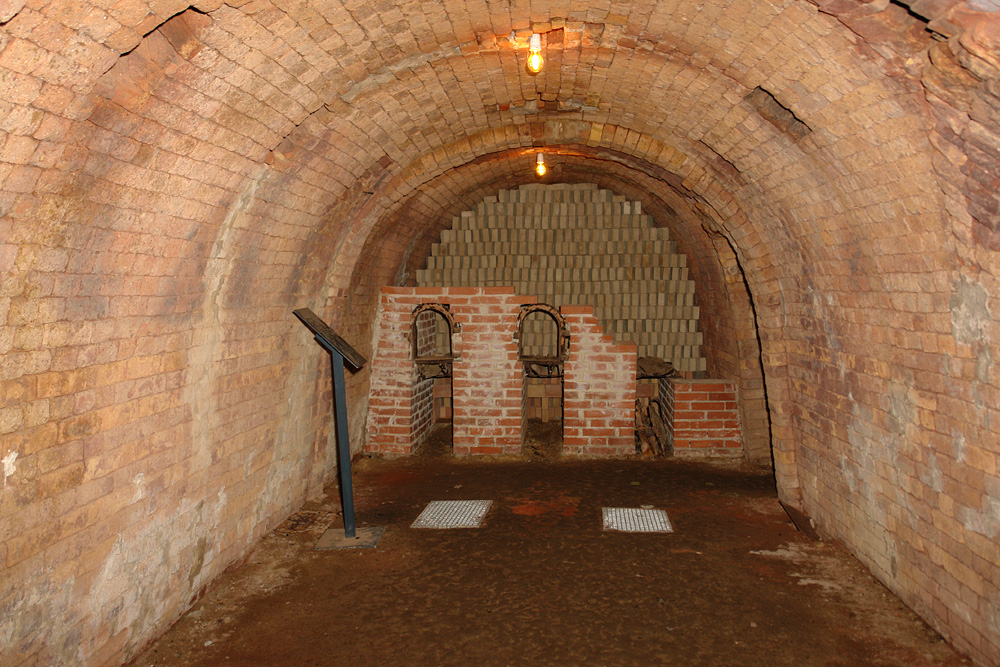
Forn del segle xvii, a la bòbila-museu de Cathrinesminde a Dinamarca
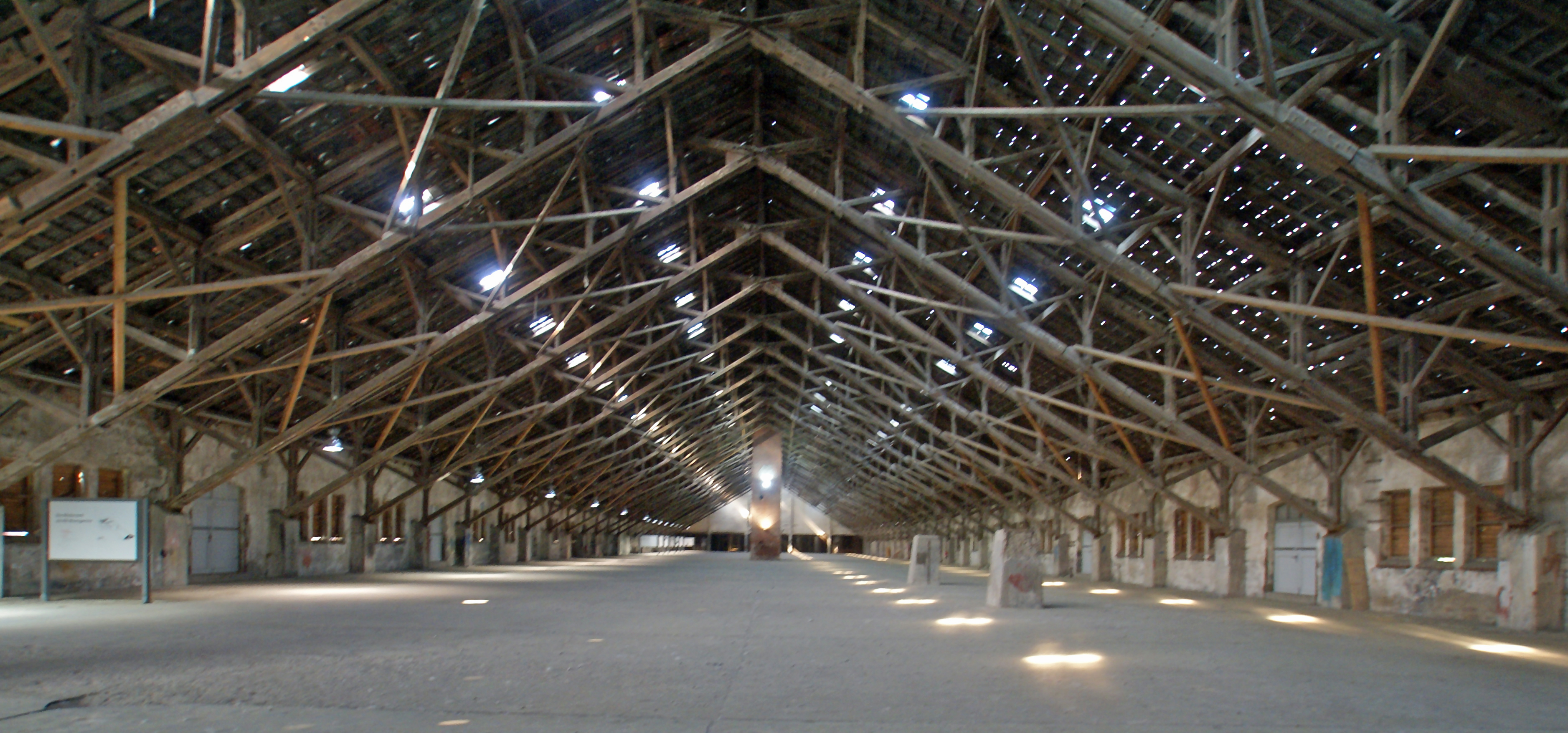
Vista interior del taller oriental de l'antiga bòbila al Camp de concentració de Neuengamme
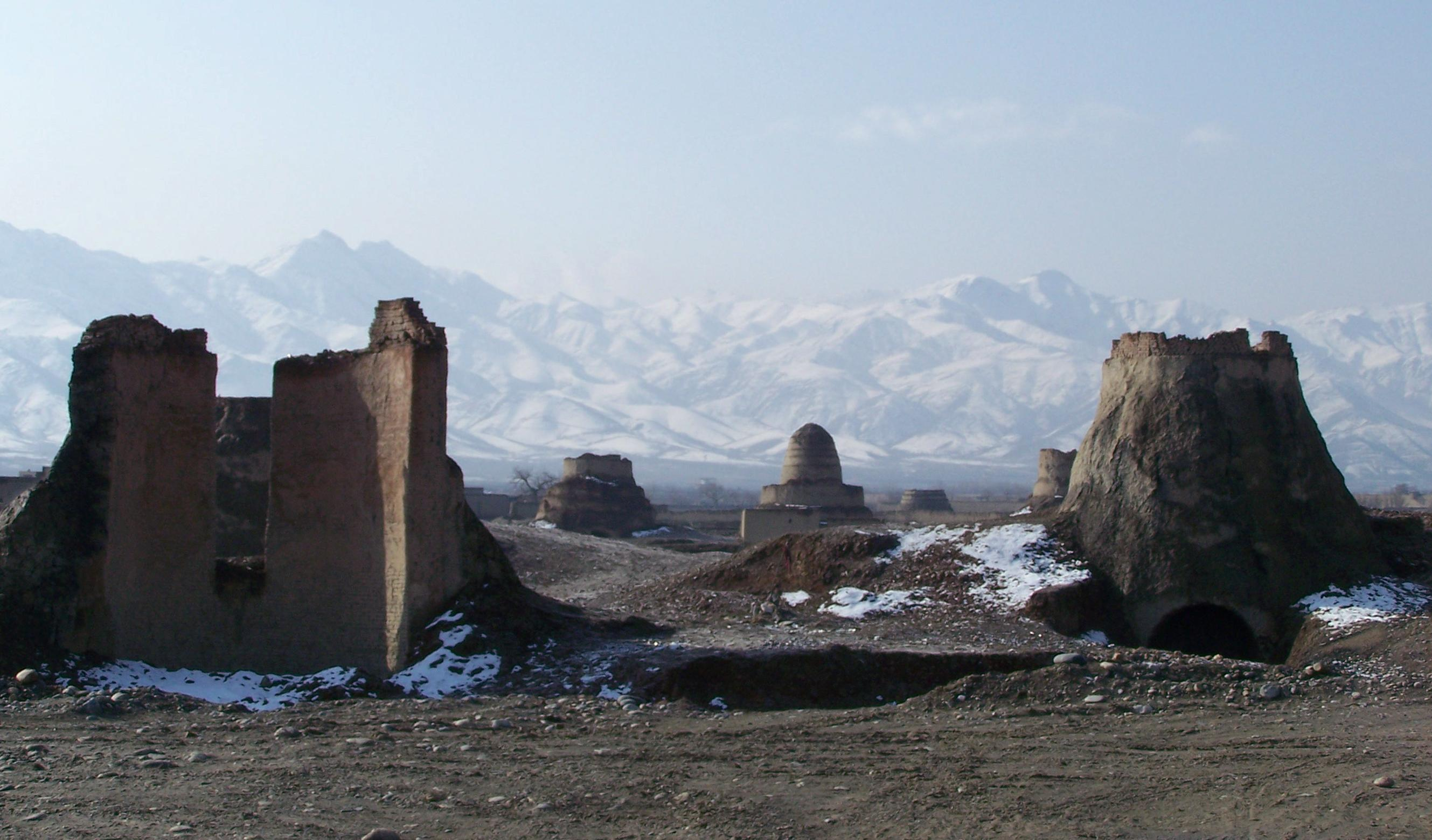
Bòbiles a prop de Kabul
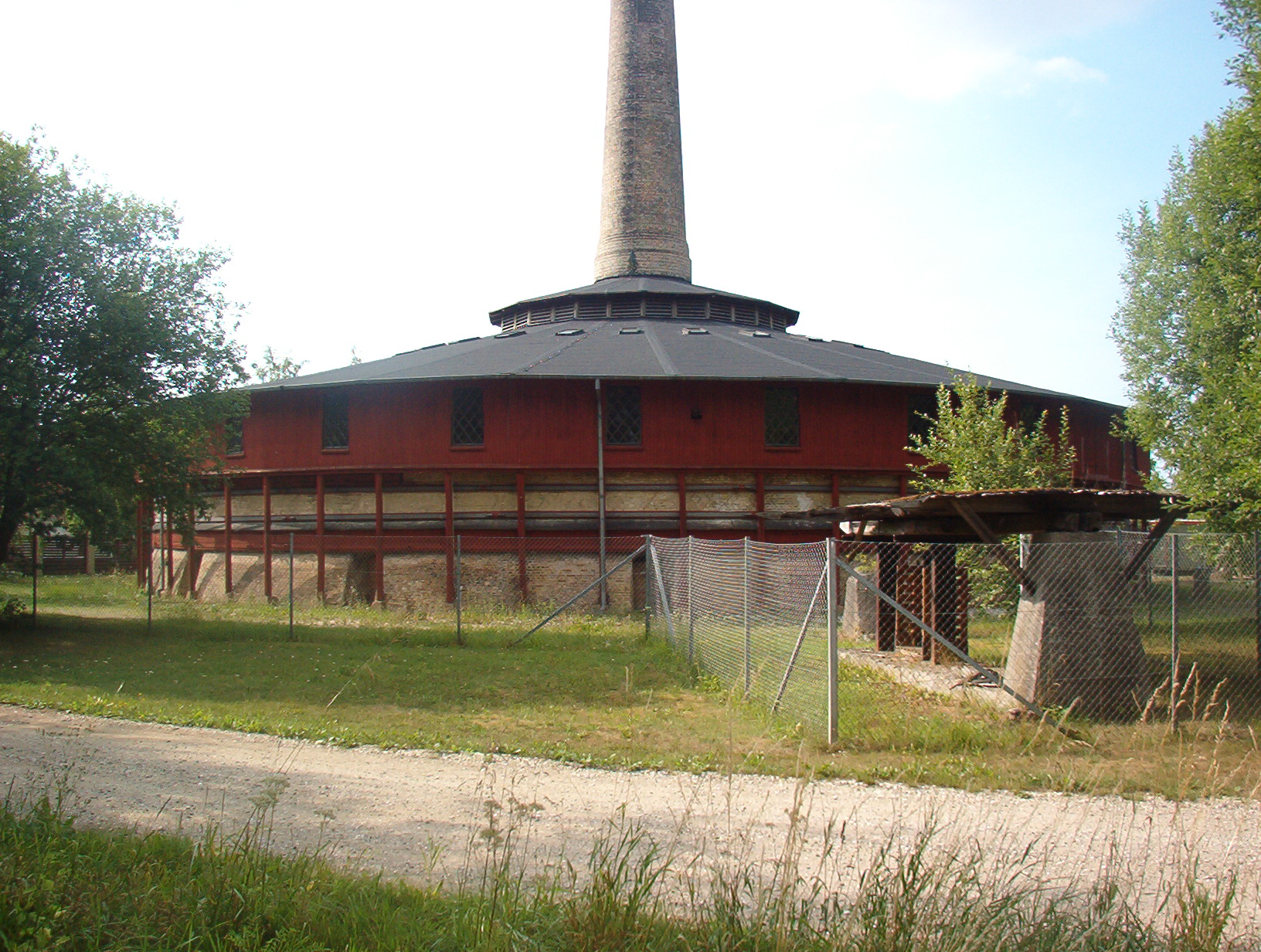
Forn circular a Nivaagaard a Dinamarca
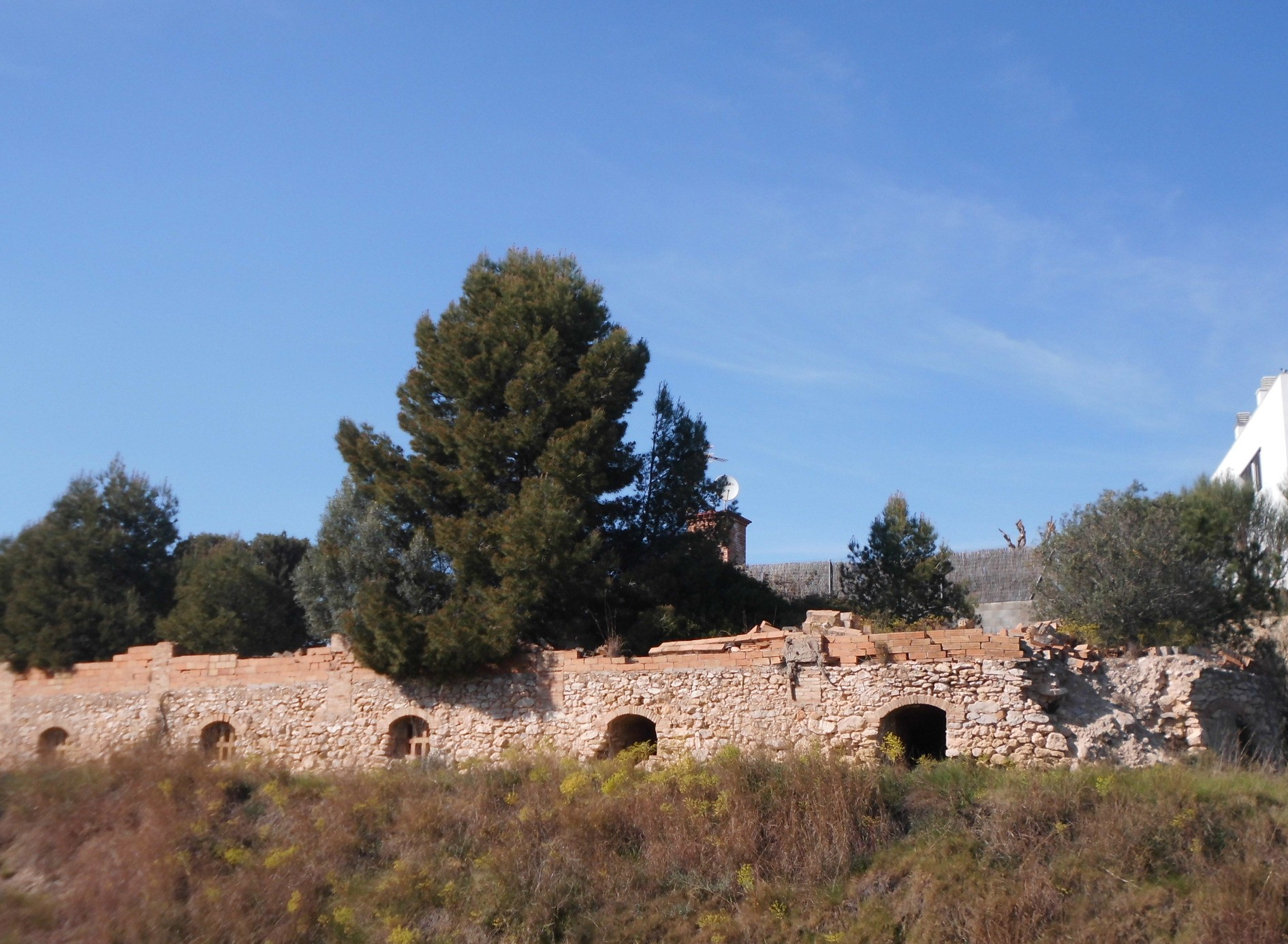
Ruïnes del forn Hoffmann a Bellamar (Calafell)

## Bòbiles destacades dels Països Catalans
- Bòbila romana de Fenals
- Bòbila de Bellamar, un dels primers forns industrials circulars